# Cacao espacial
Cacao espacial est une bande dessinée espagnole illustrée par Francisco Ibáñez, appartenant à la franchise Mortadel et Filémon, éditée en 1984 et 1985.

## Synopsis
Au siège des Nations Unies, les grandes puissances se réunissent pour éviter la guerre. De fil en aiguille, elles ne parviennent pas à se mettre d'accord et les nations se préparent à la guerre en lançant des stations orbitales. L'Espagne n'a pas l'intention de rester en arrière et va réaliser un projet pour envoyer une base spatiale dans l'espace. Mortadel et Filémon seront les futurs astronautes du projet.
La réunion tendue de l'Assemblée générale des Nations unies commence. Les dirigeants américain et russe, Ronald Reagan et Konstantin Tchernenko, apparaissent comme deux personnes âgées souffrant de multiples maux. Leur débat musclé clôturera la session. Ailleurs, les représentants du Royaume-Uni et de l'Argentine se chamaillent au sujet du conflit d'appartenance des Malouines. Leurs visages ne sont pas visibles, mais le présentateur indique qu'il s'agit de la Première ministre Margaret Thatcher. François Mitterrand y participe également. Le ministre espagnol des Affaires étrangères est Fernando Morán.
Pepe Gotera et Otilio, autres des personnages de Francisco Ibáñez, sont les constructeurs d'un des bateaux. Précisément, le seul qui ne décolle pas.

## Édition
La bande dessinée est publiée en série dans les nos 196 à 201 et 214 à 216 de la revue Mortadelo. Entre ces deux intervalles (nos 205 à 213) est publié l'apocryphe Que viene el fisco. La bande dessinée se trouve également dans le no 66 de la collection Olé.